# Bālāpur (ort i Indien, Maharashtra)
Bālāpur är en ort i Indien.   Den ligger i distriktet Akola och delstaten Maharashtra, i den centrala delen av landet, 900 km söder om huvudstaden New Delhi. Bālāpur ligger 277 meter över havet och antalet invånare är 42 401.
Terrängen runt Bālāpur är platt. Runt Bālāpur är det tätbefolkat, med 319 invånare per kvadratkilometer. Närmaste större samhälle är Shegaon, 16,1 km nordväst om Bālāpur. Trakten runt Bālāpur består till största delen av jordbruksmark.